# Nevskij pjatatjok

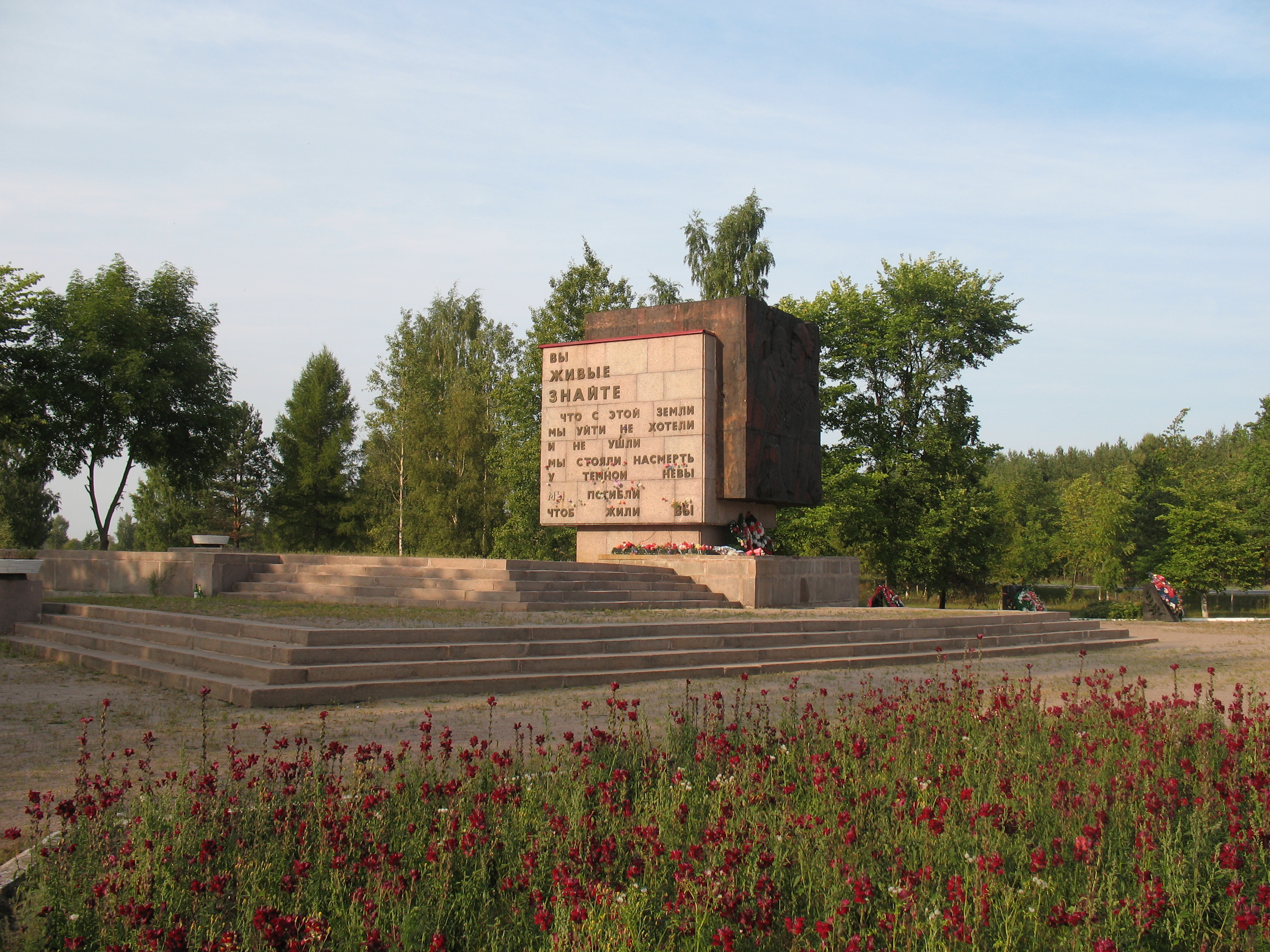
Minnemärke på slagfältet vid Nevskij Pjatatjok

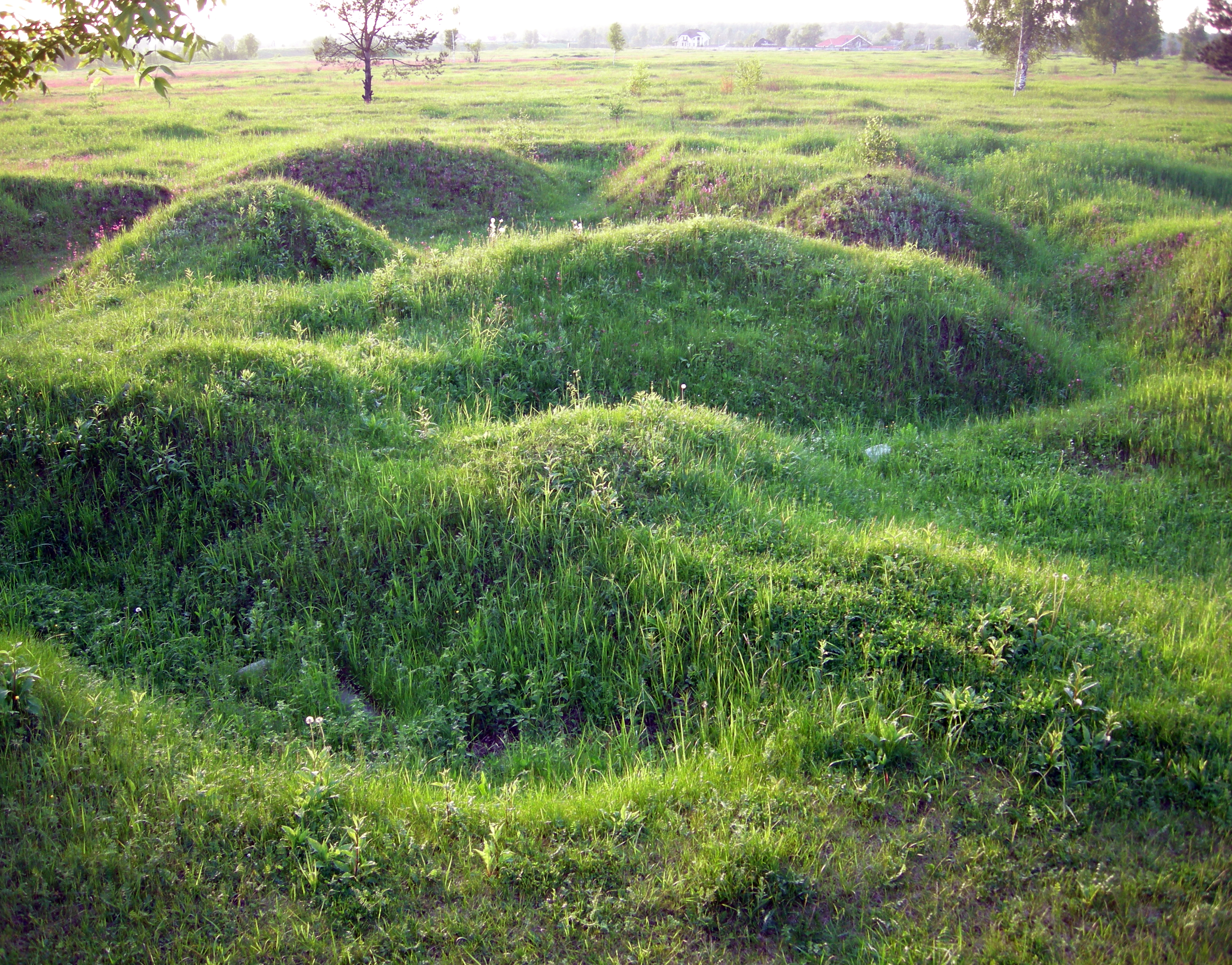

Nevskij Pjatatjok (ryska: Не́вский пятачо́к) är ett område vid Nevas strand ca 50 km sydöst om S:t Petersburg och 15 km söder om Nöteborg. Det var platsen för avgörande och blodiga strider under belägringen av Leningrad från september 1941 till maj 1943 under de sovjetiska försöken att återupprätta landförbindelser mellan staden och resten av landet.
Nevskij pjatatjok ligger i Kirovdistriktet i Leningrad oblast söder om staden Kirovsk. Pjatatjok kallades femkopekmynten och användes också för att beskriva en liten yta. Området är inte mer än 1,5-2 km långt och några hundra meter brett.
Området mellan fästningen Sjlisselburg och Nevas krökning söderut var ett område som kunde förena sovjetkontrollerat land med stadens försvar. Röda armén ville behålla minst en smal remsa av stranden för att förhindra tyskarna att helt omgärda staden och kunna transportera förnödenheter till staden. Den 7 september 1941 kunde en tysk division inta Sjlisselburg och därmed inleda två års strider för att återetablera landförbindelser till Leningrad. Redan 20 september 1941 lyckades Röda armén ta sig över Neva och etablera ett "brohuvud" på Nevskij pjatatjok, men misslyckades med att förstora området. I april 1942 intog tyskarna åter området, men den 26 september 1942 kunde Sovjetunionen återetablera sig på Nevas östra strand. Striderna pågick till maj 1943, men genombrytandet av belägringen och öppnandet av landkommunikationer skedde inte här utan lite längre norrut. 